# Skepticism
Skepticism, (av grek. skeptikos, plural skeptikoi, sökare eller frågare) är ett begrepp som används på olika sätt inom filosofi, religion och vetenskap, och dessa olika betydelser bör inte blandas ihop med varandra. Skepticism är generellt sett ett ifrågasättande av kunskapspåståenden som bara baseras på ren tro eller dogm.

## Filosofisk skepticism
Filosofisk uppfattning härstammande från antiken som innebär ett betvivlande av möjligheten till säkerhet i kunskap. Även om kunskap vore möjligt, skulle vi ej kunna säkerligen särskilja sanna föreställningar från falska. En underavdelning till denna skepticism är skepticism i moralfrågor.

## Religiös skepticism
Uppfattning där man betvivlar påståenden i hela eller väsentliga delar av religioner. Ska inte förväxlas med ateism.

## Vetenskaplig skepticism
Antipseudovetenskaplig (alltså vetenskaplig) inriktning, där man med vetenskapliga medel undersöker påstått vetenskapliga eller paranormala utsagor. Kopplat till organiserad skepticism.